# Андреас Панайотопулос
Андреас Панайотопулос (на гръцки: Ανδρέας Παναγιωτόπουλος) или капитан Дзикас (καπετάν Τζήκας) е гръцки революционер, деец на гръцката въоръжена пропаганда в Македония, капитан от ІІ ред.

## Биография
Андреас Панайотополос е роден в костурското влашко село Клисура, тогава в Османската империя, днес в Гърция. Включва се в гръцката въоръжена съпротива срещу ВМОРО и оглавява собствена чета, действаща в района на Костурско и Кайлярско. Член е на Клисурския революционен комитет.
През лятото на 1912 година оглавява чета от критяни, с която действа в Мариово. Тодор Недков, български консул в Битоля, пише в доклад от 24 юли 1912:
| „ | Освен двете гръцки чети, действующи в Мориховско под войводството на гръцките андарти Цицо и Браян, напоследък се появила една друга гръцка чета от десетина души, всички родом от остров Крит. Главатар на тая чета бил някой си Андрея от Влахо-Клисура. Още с пристигането си на мястото тая чета наченала със заплашвания и насилия да събира пари от местното селско население за в полза „на делото“. На 19 того тоя чета е отвлякла в плен едно младо каракачанче от колибите при с. Градешница и за освобождението му било поискано една крупна сума. Вместо да броят исканата сума каракачаните устроили засада на четата и сполучили не само да освободят плененото момче, но и да убият трима четници. | “ |

По време на Втората световна война е отговорник за Клисура в колаборационистката организация на Георгиос Пулос, целяща унищожаването на комунистите от ЕАМ - ЕЛАС и българите от Охрана в Западна Македония. В 1943 година ходатайства пред германците и предотвратява планираното от тях унищожение на село Сребрено.